# Kyselina fenylboronová
Kyselina fenylboronová je organická sloučenina se vzorcem C6H5B(OH)2, patřící mezi boronové kyseliny, obsahující fenylovou a dvě hydroxylové skupiny navázané na atom boru. Jedná se o bílý prášek, často používaný v organické syntéze. Boronové kyseliny jsou mírně Lewisovsky kyselé a většinou stabilní, což je činí často používanými v organické syntéze.

## Vlastnosti
Kyselina fenylboronová je rozpustná ve většině polárních organických rozpouštědel a špatně rozpustná v hexanu a tetrachlormethanu. Její molekula je rovinná, s C2v molekulovou symetrií. Atom boru je sp2 hybridizovaný a má prázdný p orbital. Krystaly této sloučeniny jsou ortorombické a prostřednictvím vodíkových vazeb vytvářejí shluky složené ze dvou molekul.
Tyto dimerní jednotky jsou dále propojeny sítí vodíkových vazeb. Molekula je téměř rovinná, s odchylkami vazeb C-B 6,6° a 21,4° u dvou molekul PhB(OH)2.

## Příprava
Existuje několik postupů přípravy kyseliny fenylboronové. Jedním z nejčastějších je reakce fenylmagnesiumbromidu s trimethylboritanem za vzniku esteru PhB(OMe)2, jenž se následně hydrolyzuje.
PhMgBr + B(OMe)3 → PhB(OMe)2 + MeOMgBr
PhB(OMe)2 + H2O → PhB(OH)2 + MeOH
Ostatní metody zahrnují použití elektrofilních borátů k zachycení fenylkovových meziproduktů ,vzniklých z fenylhalogenidů, a řízenou orthometalaci. Fenylsilany a fenylstannany vstupují do transmetalačních reakcí s BBr3 a hydrolýzou jejich produktů se získává kyselina fenylboronová. Arylhalogenidy a aryltrifláty mohou reagovat s diboronylovými sloučeninami za katalýzy přechodnými kovy; ty mohou katalyzovat rovněž funkcionalizace aromatických vazeb C-H.

## Reakce
Dehydratací boronových kyselin vznikají příslušné trimerní anhydridy, nazývané boroxiny. Dehydratace jsou řízené tepelně, někdy se přidávají dehydratační činidla.
Kyselina fenylboronová se účastní několika párovacích reakcí, kde slouží jako zdroj fenylových skupin; příkladem je Suzukiova reakce, kdy za přítomnosti katalyzátoru obsahujícího Pd0 a zásady reaguje s vinylhalogenidy, přičemž se tvoří fenylované alkeny. Tato metoda byla zobecněna na přípravu biarylů reakcemi kyseliny fenylboronové s arylhalogenidy.
Při tvorbě vazeb C-C se často používá kyselina fenylboronová. alfa aminokyseliny mohou být získány nekatalyzovanými reakcemi alfa ketokyselin, aminů a kyseliny fenylboronové.
Kyselina fenylboronová byla také využita při párovacích reakcích Heckova typu s alkeny a alkyny.
Arylazidy a arylaromatické sloučeniny lze také připravit s použitím kyseliny fenylboronové. Tuto kyselinu je rovněž možné regioselektivně halodeborovat pomocí vodných roztoků bromu, chloru nebo jodu:
PhB(OH)2 + Br2 + H2O → PhBr + B(OH)3 + HBr
Boronové estery se dají získat kondenzačními reakcemi boronových kyselin s alkoholy. Při těchto přeměnách se hydroxylové skupiny nahrazují alkoxy nebo aryloxy skupinami. Reakce je vratná a posunu rovnováhy ve prospěch produktů pomocí Deanovy-Starkovy aparatury nebo přidáním dehydratačního činidla, které odstraní vznikající vodu.
PhB(OH)2 + 2 ROH ⇌ PhB(OR)2 + 2 H2O
Rozšíření této reaktivity představuje použití PhB(OH)2 jako chránicí skupiny pro dioly a diaminy. Tohoto se využívá při aplikaci kyseliny fenylboronové jako čidla pro sacharidy, protimikrobiální látky, inhibitory enzymů, při léčbě nádorů záchytnou neutronovou terapií a v biokonjugaci a značkování bílkovin a povrchů buněk.